# Caïman (ubåt)
Caïman var en ubåt av Requin-klass byggd för den franska flottan i mitten av 1920-talet. Den kölsträcktes i augusti 1924, sjösattes i mars 1927 och togs i drift i februari 1928. Fartyget sänktes av sin egen besättning i Toulon den 27 november 1942 för att förhindra att tyskarna tog det. Caïman bärgades i februari 1943, men sänktes igen den 11 mars 1944 av allierat flyg.

## Design
Ubåtarna i Requin-klassen var 78 meter långa, hade en bredd på 6,8 meter, ett djupgående på 5,1 meter och kunde dyka upp till 80 meter. Ubåten hade ett deplacement på 1 150 ton vid ytan och ett deplacement på 1 441 ton under ytan. Framdrivningen i ytläge sköttes av två dieselmotorer på 2 900 hk (2 163 kW) och två elmotorer på 1 800 hk (1 342 kW). Ubåtarnas elektriska framdrivning gjorde att de kunde uppnå hastigheter på 9 knop (17 km/h) under vattnet och 15 knop (28 km/h) på ytan. Räckvidden på ytan var 7 700 nautiska mil (14 300 km) vid 9 knop (17 km/h) och 4 000 nautiska mil (7 400 km) vid 12 knop (22 km/h), med en räckvidd under vattenytan på 70 nautiska mil (130 km) vid 5 knop (9,3 km/h).